# Хилльер, Ламберт
Ламбе́рт Хи́лльер (англ. Lambert Hillyer; 8 июля 1893, Саут-Бенд, Индиана — 5 июля 1969, Вудленд-Хиллз, Калифорния) — американский режиссёр и сценарист.

## Биография
Ламберт Харвуд Хилльер родился 8 июля 1893 года в городе Саут-Бенд (штат Индиана, США). Мать — известная киноактриса Лидия Нотт (1866—1955). Окончил колледж Дрейка (ныне — университет). Работал газетным репортёром, артистом водевилей. С 1917 года Хилльер начал пробовать себя как кинорежиссёра и сценариста и добился на этом поприще заметного успеха: с 1917 по 1956 год он стал режиссёром около 160 фильмов и нескольких десятков эпизодов ряда телесериалов, с 1917 по 1941 год — сценаристом 55 лент. Работал на киностудии Universal Pictures, Columbia Pictures, под конец карьеры — на Monogram Pictures.
Основным направлением Хилльера был вестерн. За свою жизнь он снял 106 картин в этом жанре, по этому показателю он уступает лишь Лесли Селандеру.
Ламберт Хилльер скончался 5 июля 1969 года в районе Вудленд-Хиллз (город Лос-Анджелес, штат Калифорния).
Личная жизнь
26 марта 1921 года Хилльер женился на девушке, не связанной с кинематографом, по имени Люсиль Штейн.

## Избранная фильмография

### Режиссёр
- 1917 — ? / An Even Break
- 1917 — Узкая тропа[англ.] / The Narrow Trail
- 1918 — Загадочный Гаун[англ.] / Riddle Gawne
- 1919 — ? / The Poppy Girl's Husband
- 1919 — Следы фургона[англ.] / Wagon Tracks
- 1919 — Юбки Джона[англ.] / John Petticoats
- 1920 — Застава[англ.] / The Toll Gate
- 1920 — Песок![англ.] / Sand!
- 1920 — Колыбель мужества[англ.] / The Cradle of Courage
- 1920 — ? / The Testing Block
- 1921 — Гудок[англ.] / The Whistle
- 1921 — Клеймо из трёх слов[англ.] / Three Word Brand
- 1922 — ? / Travelin' On
- 1922 — До мозга костей[англ.] / Skin Deep
- 1922 — Алтарная лестница[англ.] / The Altar Stairs
- 1923 — Шрамы ревности[англ.] / Scars of Jealousy
- 1923 — Шок[англ.] / The Shock
- 1923 — Негодяи[англ.] / The Spoilers
- 1923 — Глаза леса[англ.] / Eyes of the Forest
- 1924 — Те, кто танцевали[англ.] / Those Who Dance
- 1924 — Барбара Фричи[англ.] / Barbara Frietchie
- 1924 — Праздные языки[англ.] / Idle Tongues
- 1925 — Я хочу своего мужчину[англ.] / I Want My Man
- 1925 — ? / The Making of O'Malley
- 1925 — Момент беззащитности[англ.] / The Unguarded Hour
- 1926 — Мисс Никто[англ.] / Miss Nobody
- 1930 — Бандит-щёголь[англ.] / Beau Bandit
- 1934 — Самое дорогое в жизни[англ.] / The Most Precious Thing in Life
- 1934 — Крепкая оборона[англ.] / The Defense Rests
- 1935 —  Пробуждение Джима Бёрка /  The Awakening of Jim Burke
- 1936 — Невидимый луч / The Invisible Ray
- 1936 — Дочь Дракулы / Dracula's Daughter[4]
- 1937 — Девушки умеют играть[англ.] / Girls Can Play
- 1940 — Малыш Дюранго[англ.] / The Durango Kid
- 1941 — Медик из Пэйнтед-Спрингс[англ.] / The Medico of Painted Springs
- 1943 — Бомбардир[англ.] / Bombardier (только воздушные сцены; в титрах не указан)
- 1943 — Бэтмен / Batman[5]
- 1953—1956 — Сиско Кид[англ.] / The Cisco Kid (40 эпизодов)
- 1953—1956 — Я живу тремя жизнями[англ.] / I Led 3 Lives (8 эпизодов)
- 1955—1956 — Дорожный патруль[англ.] / Highway Patrol (7 эпизодов)

### Сценарист
- 1917 — ? / An Even Break
- 1919 — Денежный загон[англ.] / The Money Corral
- 1920 — Застава[англ.] / The Toll Gate
- 1920 — Песок![англ.] / Sand! (адаптация)
- 1920 — Колыбель мужества[англ.] / The Cradle of Courage
- 1920 — ? / The Testing Block
- 1921 — Гудок[англ.] / The Whistle
- 1921 — Клеймо из трёх слов[англ.] / Three Word Brand (адаптация)
- 1922 — ? / Travelin' On (адаптация)
- 1923 — Шрамы ревности[англ.] / Scars of Jealousy (адаптация)
- 1924 — Те, кто танцевали[англ.] / Those Who Dance (адаптация)
- 1924 — Барбара Фричи[англ.] / Barbara Frietchie (адаптация)
- 1937 — Девушки умеют играть[англ.] / Girls Can Play

### Прочие работы
- 1917 — Молчаливый человек[англ.] / The Silent Man — ассистент режиссёра (в титрах не указан)
- 1919 — Денежный загон[англ.] / The Money Corral — ассистент режиссёра
- 1923 — Глаза леса[англ.] / Eyes of the Forest — продюсер
- 1940 — Сын Монте-Кристо / The Son of Monte Cristo — ассистент режиссёра (second unit director)